# Нападения учащихся на школы
Вооружённые нападения в учебных учреждениях — применение вооружённого насилия на территории образовательных учреждений (главным образом к учащимся).
Огнестрельное оружие для совершения атак чаще применяется в странах, где владение им менее ограничено законом, как пример, США (старшая школа «Колумбайн», 1999 год). В странах с более строгими законодательными ограничениями на владение огнестрельным оружием, как пример, Япония (школа «Икеда», 2001 год), для совершения атак применяется чаще всего холодное оружие, но при этом гибнет не меньше людей, так как из-за внезапности нападения люди оказываются парализованы страхом. Для тех же целей может применяться также самодельная бомба (школа «Бат», 1927 год, в школе № 20 Гыска Молдавской ССР), огнемёт и другие виды оружия.
В отличие от сходных атак в более-менее закрытых коллективах (например, в случаях расстрела сослуживцев), при нападениях на учебные заведения цели нападающих часто не конкретизированы, вследствие чего стрельба оказывается беспорядочной. Рассматриваемое явление следует отличать от террористических актов с применением различных видов вооружения (таких, как захват школы в Беслане).

## География

### В мире
США занимают первое место в мире по массовым убийствам в учебных заведениях. Одним из самых громких был инцидент в старшей школе «Колумбайн» недалеко от Литтлтона, Колорадо. Во вторник 20 апреля 1999 Эрик Харрис и Дилан Клиболд, ученики этой школы, застрелили на территории школы 13 человек и оба покончили с собой, доведя таким образом число жертв до 15. По мотивам этих событий снят художественный фильм «Слон», отмеченный высшей наградой Каннского кинофестиваля.
Массовые убийства в учебных заведениях известны в Канаде (в школе Сентенниэл в Брамптоне, 1975 год; в политехнической школе Монреаля, 1989; в университете Конкордия в Монреале, 1992 год; в школе Ла-Лош, 2016 год), Финляндии (в Йокела, 2007 год; в Каухайоки, 2008 год; в Вантаа, 2024 год), Германии (в гимназии Гутенберг в Эрфурте, 2002 год; в училище Альбертвиль-Реальшуле в Виннендене, 2009 год), Азербайджане (в Баку, 2009 год), Сербии (в школе имени Владислава Рибникара в Белграде, 2023 год), Чехии (Стрельба на Философском факультете Карлова университета, 2023 год), Австрии (Стрельба в школе в Граце, 2025 год) и во многих других странах мира. В Японии владение огнестрельным оружием законодательно жёстко ограничено, поэтому для совершения массовых убийств, в том числе в учебных заведениях, вместо него используется холодное оружие, чаще всего обычные ножи (например, массовое убийство в Осаке, 2001 год).

### Россия
Долгое время массовые убийства в учебных заведениях в России были крайне редки.
В Советском Союзе о нападениях на школы не сообщали и данных о том, случались ли они, мало. 4 апреля 1950 года военрук из-за неразделённой любви устроил взрыв в школе в Гыске (Молдавская ССР). Тогда погибли 24 человека. 11 февраля 1958 года в Лямине (Пермский край) нетрезвый комсорг открыл огонь по людям на территории учебного комбината, где находились предприятия и строительная школа. Погибли 7 учащихся школы, 6 пострадали. В 1990-е годы широко известно только одно подобное преступление — в камышинском училище в 1997 году.
В СМИ зачастую пишут, что первый случай «скулшу́тинга» на территории современной России произошёл в 2014 году в Москве. Следующий широко известный случай произошёл в 2017 году в Ивантеевке и привёл к ранению 4 человек. После 2018 года нападения стали происходить гораздо чаще. В январе 2018 года в России всего за одну неделю было зафиксировано два подобных случая: в пермской школе, двое подростков ранили ножами 12 учеников, учительницу и друг друга, пытаясь покончить с собой, а в Улан-Удэ вооружённый топором подросток нанёс травмы пятерым школьникам и учительнице, а также поджёг класс и пытался покончить с собой. В апреле того же года в Стерлитамаке подросток ранил ножом ученицу и учительницу, поджёг класс и предпринял попытку самоубийства. Позднее произошли массовые убийства в керченском политехническом колледже (2018), в Амурском колледже строительства и ЖКХ (2019), в гимназии № 175 в Казани (2021), в Пермском государственном университете (2021), в школе № 88 в Ижевске (2022) и в гимназии № 5 в Брянске (2023). Также в Вольске в мае 2019 года подросток попытался устроить поджог в школе и ранил топором школьницу, а в Серпухове выпускник гимназии на территории монастыря устроил взрыв, в результате которого пострадали 13 человек, в том числе и сам нападавший. Инциденты в Перми (2018), Улан-Удэ, Стерлитамаке, Вольске, Ивантеевке, Ижевске и Керчи также примечательны тем, что они связаны с подражанием убийцам из школы «Колумбайн».

## Криминологические аспекты
В США акты немассового насилия (без применения огнестрельного оружия, с применением холодного оружия, а также связанные с действиями ОПГ) относительно более распространены в ряде густонаселённых районов. Городские школы — особенно школы, находящиеся в бедных кварталах — значительно чаще других становятся местом совершения тяжких преступлений против личности. В течение 1997 года хотя бы одно тяжкое преступление было совершено в 17 % школ бедных районов, но в 11 % школ в целом по городу, в 10 % сельских школ и только в 5 % школ, находившихся в пригороде. Однако за пределами США убийства школьников могут иметь свою национальную или религиозную специфику, как это имело место при теракте в йешиве «Мерказ ха-Рав».
Нападения женщин/девушек/девочек с многочисленными жертвами встречаются реже, чем нападения мужчин/юношей/мальчиков. В частности, женщины редко выбирают для убийства огнестрельное оружие (чаще встречаются женщины-отравительницы). К нападениям, совершенным женщинами/девушками/девочками, относятся, например, убийства в Кливлендской начальной школе, в университете Алабамы в Хантсвилле, в начальной школе в Виннетке, нападение на гимназию № 5 в Брянске.
В США стрельба в школах рассматриваются как серьёзная общественная проблема. Проведённое Секретной службой США всестороннее исследование показало, что нельзя точно выделить определённый тип школьников, склонных к такого рода преступлениям. Характеристика потенциального массового убийцы, если бы такая была возможна, должна была бы описывать слишком большое количество различных людей и, что хуже всего, с её помощью было бы невозможно выделить потенциального убийцу. Некоторые из тех, кто совершал впоследствии массовые убийства своих соучеников, жили с обоими родителями в практически «идеальных американских семьях». Некоторые были приёмными детьми или детьми разведённых родителей. У большинства таких детей были близкие друзья, хотя некоторые из преступников и были одиночками. Ряд специалистов, таких как Алан Липман, предупреждают о серьёзных недостатках того метода выявления потенциальных массовых убийц, который основывается на анализе черт личности ребёнка.
Хотя составление психологической характеристики на учащегося и может быть упрощением, однако в указанном исследовании приводятся определённые общие черты, характерные для школьников, совершавших массовые убийства в школах. «Исследования показали, что такие убийцы не спешат. Они планируют предстоящее. Они обзаводятся оружием. Эти дети долго и обдуманно идут к совершению насилия, и этот их путь можно наблюдать». Кэтрин Ньюман из Принстонского университета указывает, что такие убийцы по сути далеко не одиночки — они желают общения, но не могут войти в коллектив; кроме того, они могут говорить о своих связанных с насилием планах, в ряде случаев часто и на протяжении долгого времени.
Многие такие убийцы впоследствии сообщали следователям Секретной службы, что пошли на насилие из-за преследований со стороны своих соучеников, а также из-за своей отчуждённости от коллектива. Секретная служба США призывает взрослых не искать в ребёнке какие-то характерные черты, но посмотреть на его поведение, — по мнению журналиста Билла Дедмана, необходимо обращать внимание на следующее:
1. что говорит ребёнок;
2. терпит ли он обиды, испытывает ли недовольство;
3. что знают его друзья;
4. имеет ли он доступ к оружию;
5. погружён ли он в депрессию, подавлен ли он.

Владимир Путин на ежегодной пресс-конференции в конце 2021 года «трагедии в школах» связал с неподконтрольностью национальным государствам международных социальных сетей и высказал одобрение мерам, направленные на открытие ими в России своих представительств, чтобы они подчинялись национальному законодательству.

## Воздействие на общество
Стрельба в школьников случается редко, но привлекает большое внимание СМИ. Но, бывают и исключения: так, в январе 2018 года итоговые новостные программы на федеральном телевидении России полностью проигнорировали нападения школьников в Перми и Улан-Удэ. В ряде случаев они приводят к изменениям в образовательной политике в масштабах страны, эти изменения касаются дисциплины и безопасности в школах. Некоторые исследователи классифицируют страх перед убийствами в школах как проявление массовых страхов.
Такие случаи также могут приводить к обсуждению в масштабах страны возможных изменений в законодательстве, касающемся огнестрельного оружия.

### Воздействие на власть
На стрельбу в школах активно реагируют политики — в ряде случаев это вынудило власть ужесточить законы по огнестрельному оружию. Однако Национальная стрелковая ассоциация США выступает против этого. Ряд групп выступает за ослабление государственного контроля в сфере огнестрельного оружия, приводя в пример случаи, когда убийца сам прекращал стрельбу и не совершал самоубийства, а также указывая, что запрет на ношение огнестрельного оружия в пределах школ лишит людей возможности оказать сопротивление преступнику. Иллюстрацией к последнему утверждению может послужить теракт в йешиве «Мерказ ха-Рав», где преступник был остановлен скорее не полицией, а одним из учеников, Ицхаком Дадоном, выстрелившим в нападавшего из собственного оружия. Своё оружие этот студент скрытно носил при себе, не нарушая при этом закона. При стрельбе по студентам Аппалачской Юридической высшей школы двое студентов извлекли пистолеты из своей машины и остановили преступника без единого выстрела. Однако в других случаях даже присутствие вооружённых полицейских не предотвратило и не прекратило стрельбы.
После Данблэйнского массового убийства школьников в Великобритании был принят закон, запретивший населению владеть короткоствольным огнестрельным оружием.

### Оружие для обороны от нападений
В течение многих лет в некоторых районах США разрешено держать в школьных помещениях огнестрельное оружие для предотвращения возможных нападений или для оказания сопротивления преступнику. В 2008 году Харрольдский независимый школьный округ в Техасе стал первым в США образовательным округом, который позволил учителям носить огнестрельное оружие в школу в классные помещения. От учителей также требовалось пройти специальную дополнительную подготовку по владению оружием, а также использовать только специальные патроны с пулями пониженной рикошетирующей способности. Решением Верховного суда штата Юта в 2006 году студентам Университета Юты позволили тайно носить короткоствольное оружие, если на него есть действующая государственная лицензия.
Американский журнал «National Review Online», придерживающийся консервативного направления, утверждает, что, хотя право носить оружие в образовательном учреждении и ново для США, оно зарекомендовало себя за многие годы успешного применения в Израиле и Таиланде и может помочь предотвратить нападения на школы.